# Jahvid Best
Jahvid Andre Best (Berkeley, 30 gennaio 1989) è un ex giocatore di football americano e velocista statunitense che ha militato nel ruolo di running back per tutta la carriera con i Detroit Lions della National Football League (NFL). Al college giocò a football coi California Golden Bears.

## Carriera nel football americano

### Detroit Lions
Nella NFL Combine del 2010 Best si è classificato terzo nella corsa delle 40 yard con un tempo di 4,35 secondi. Al draft NFL 2010 è stato selezionato come 30ª scelta assoluta dai Detroit Lions. Il 30 luglio ha firmato un contratto di 5 anni per un totale di 9,8 milioni di dollari. Ha debuttato nella NFL il 12 settembre 2010 contro i Chicago Bears indossando la maglia numero 44.
Il 17 luglio 2013 è stato svincolato dai Lions.

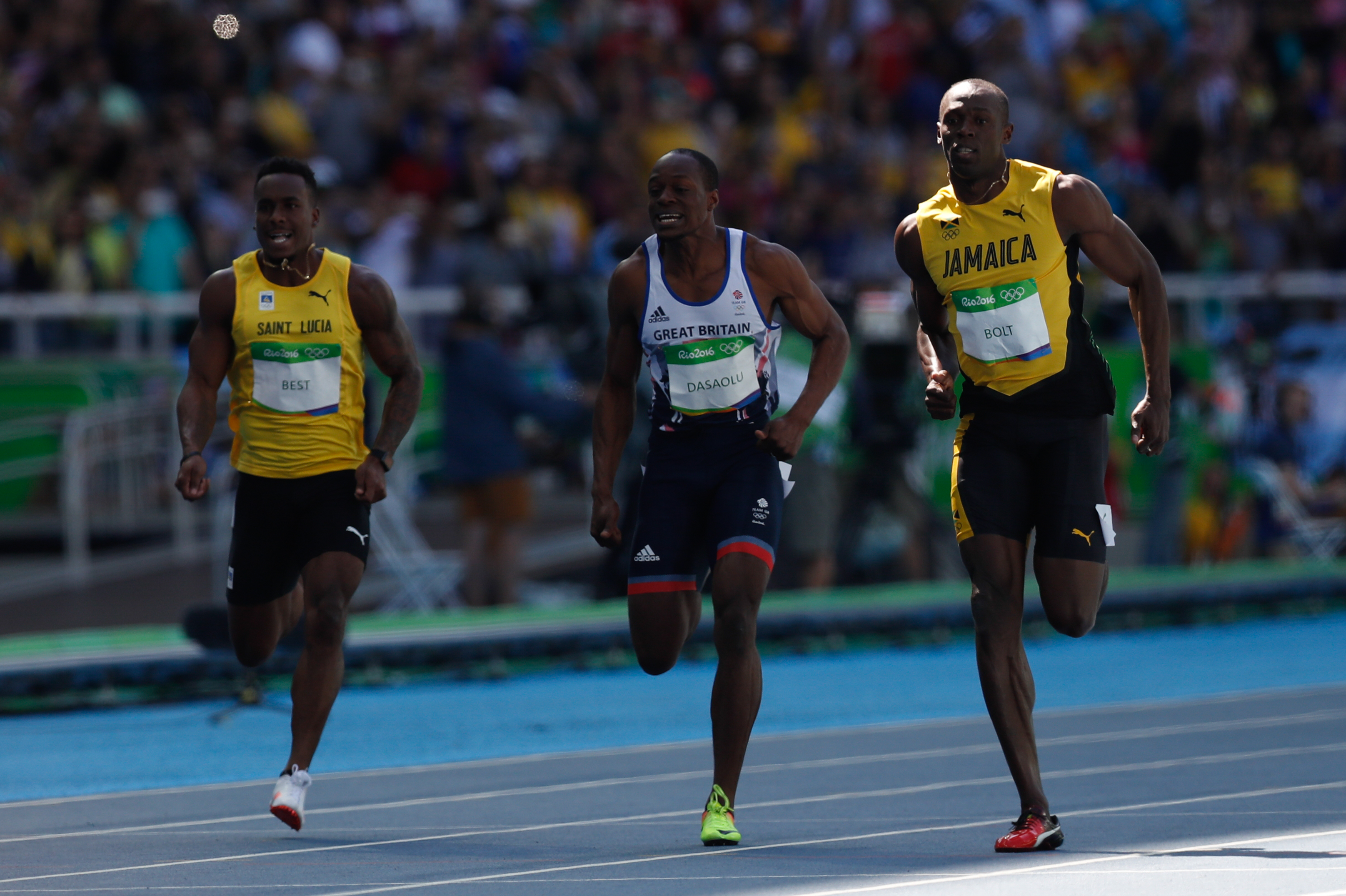
Best alle Olimpiadi 2016 insieme a James Dasaolu e Usain Bolt

## Palmarès

### Football americano
- Rookie della settimana: 1

2ª del 2010

### Atletica leggera
| Anno | Manifestazione  | Sede           | Evento      | Risultato | Prestazione | Note |
| ---- | --------------- | -------------- | ----------- | --------- | ----------- | ---- |
| 2016 | Giochi olimpici | Rio de Janeiro | 100 m piani | Batteria  | 10"39       |      |